# بيل كوكس (منافس ألعاب قوى)
بيل كوكس (بالإنجليزية: William Cox)‏ هو منافس ألعاب قوى أمريكي، ولد في 12 يوليو 1904 في روتشستر في الولايات المتحدة، وتوفي في 3 يونيو 1996 في Webster, New York ‏ في الولايات المتحدة.

## وصلات خارجية
- ويليام كوكس على موقع أوليمبيديا (الإنجليزية)